# Bogata de Sus
Bogata de Sus – wieś w Rumunii, w okręgu Kluż, w gminie Vad. W 2011 roku liczyła 256 mieszkańców.